# Marcel Brout
Pour les articles homonymes, voir Brout.
Marcel Brout est un syndicaliste et un homme politique né le 23 mars 1887 à Trouville-sur-Mer dans le Calvados et mort le 24 mai 1957 à Saint-Étienne-du-Rouvray, en Seine-Inférieure.

## Biographie
Ouvrier en bâtiment, il milite à partir de 1913 à la Section française de l'Internationale ouvrière (SFIO), puis, dès sa création, au Parti communiste (SFIC). Il est membre du comité central de ce parti en 1924. Sous cette étiquette, il est élu député de la Seine en 1936 lors de la victoire du Front populaire, contre le sortant SFIO, dans une circonscription correspondant au 20e arrondissement de Paris. À la Chambre des députés, il se consacre essentiellement à la question du chômage. 
Militant syndical dans sa corporation, le bâtiment, dès 1906, animateur de grèves, il y est un dirigeant de premier plan : secrétaire de la Fédération de la Confédération générale du travail unitaire (CGTU) de 1925 à 1936, puis président de la Fédération nationale du bâtiment réunifiée au sein de la Confédération générale du travail (CGT) jusqu'en 1939.
En 1939, il rompt avec le Parti communiste pour protester contre la signature du Pacte germano-soviétique, avec plusieurs de ses camarades fondateurs de l'Union populaire française ; il ne sera donc pas concerné par la révocation des députés communistes quelques mois plus tard.
Embarqué à bord du Massilia, il ne prend pas part au vote sur la remise des pleins pouvoirs au Maréchal Pétain le 10 juillet 1940. Pendant la Seconde Guerre mondiale et l'occupation allemande, il rejoint le Parti ouvrier et paysan français, structure d'accueil d'anciens parlementaires communistes partisans de la Collaboration. En 1948, il est condamné à cinq ans de dégradation nationale par la chambre civique de la Seine. Il meurt en Normandie en 1957.

## Sources
- « Marcel Brout », dans le Dictionnaire des parlementaires français (1889-1940), sous la direction de Jean Jolly, PUF, 1960 [détail de l’édition]